# Rue du Séminaire-de-Conflans
La rue du Séminaire-de-Conflans est une voie de Charenton-le-Pont, en France.

## Situation et accès
La rue du Séminaire-de-Conflans débute avenue de la Liberté, au sud du débouché de la rue de l'Archevêché, par une montée en surplomb de cette avenue jusqu’en face du portail d’entrée de l’ancien château de Conflans, vire à gauche à l'extremité de la rue du Président-Kennedy et se prolonge par une impasse qui dessert la médiathèque de l'architecture et du patrimoine. Cette impasse comprend un accès au parc de Conflans près de la chapelle de Conflans et se prolonge également par un cheminement pédestre qui descend par le square du 11-Novembre jusqu’à la villa Bergerac, voie secondaire en sens unique.  
Elle est accessible par la station de métro Liberté de la ligne 8.

## Origine du nom
Elle est ainsi nommée parce qu’elle donnait accès au séminaire de Conflans fermé en 1971 et remplacé par le lycée Notre-Dame-des-Missions. 

## Historique

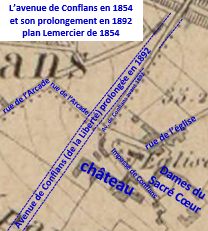
Avenue de Conflans en 1854 et son prolongement en 1892

La rue du séminaire de Conflans est constituée ; 
- du tronçon sud de l’avenue de Conflans (actuelle avenue de la Liberté) avant son prolongement vers la Seine en 1892. L'avenue se terminait antérieurement au croisement avec la rue de l’Arcade (déplacé depuis ce prolongement) et avec la rue de l’Église, actuelle rue du Président-Kennedy.
- de l'ancienne impasse de Conflans dans le prolongement de cette avenue, qui était une voie d'accès au château et au couvent de la Congrégation des Dames du Sacré Cœur (avant la Révolution au Monastère des Bénédictines).

### Séminaires de Conflans
Trois séminaires ont bordé la rue.

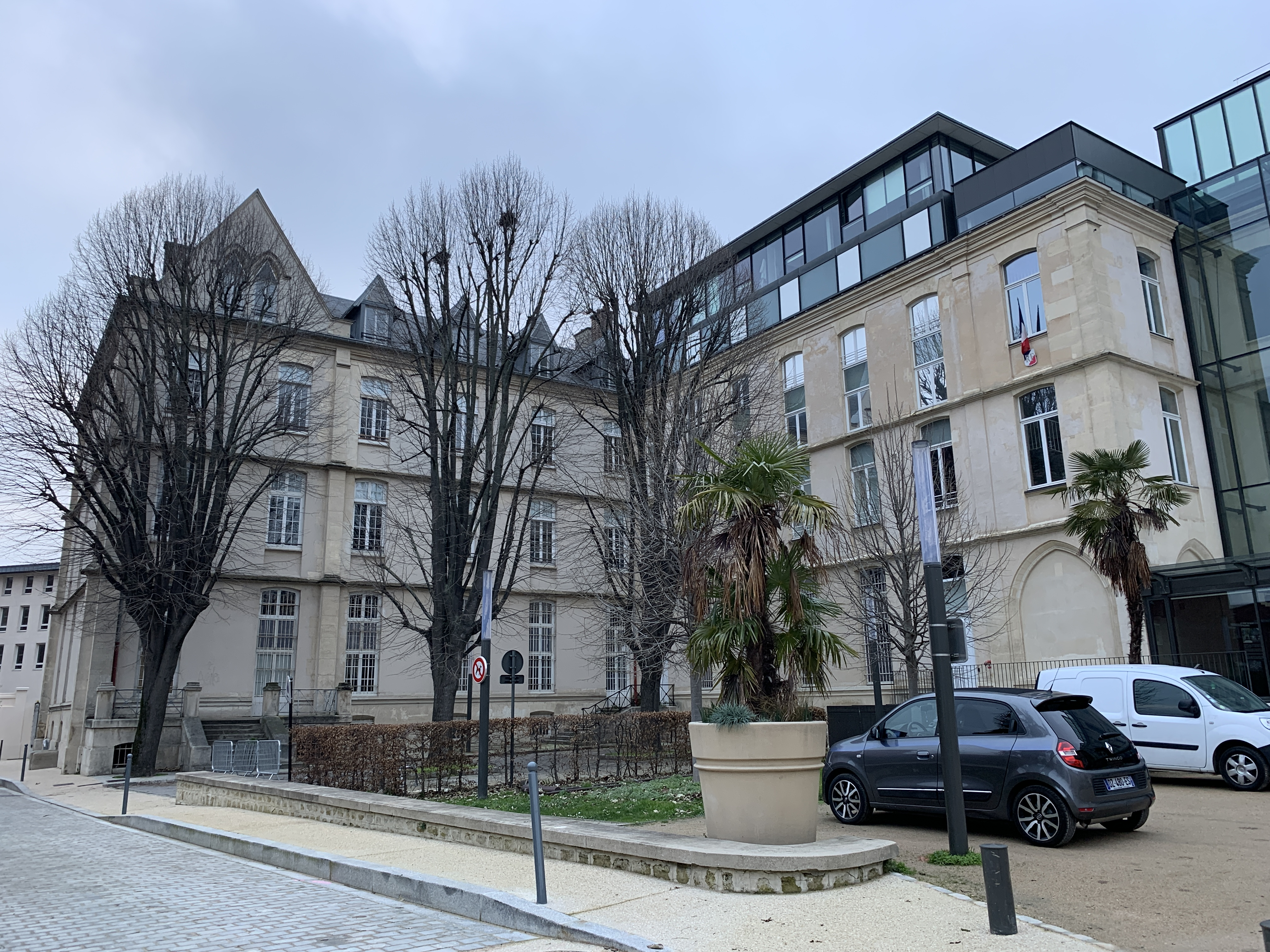
Ancien séminaire (médiathèque de l’architecture et du patrimoine)

- de 1820 à 1830 à l'emplacement de l'actuelle médiathèque. Ce séminaire avait été établi  à la suite de l’acquisition du bâtiment de l'ancien couvent des Bénédictines  par Philippe Antoine, Frère supérieur du séminaire Saint-Nicolas du Chardonnet à Paris pour en faire une succursale. Le monastère des Bénédictines avait été établi en 1653 dans la partie nord de l'ancien Séjour de Bourgogne, manoir du XIVe siècle propriété des ducs de Bourgogne qui était revenue au début du XVIe siècle dans le domaine du Roi de France. Le bâtiment du séminaire est dévasté en 1830.
- de 1871 à 1905 dans la partie est du château de Conflans appartenant depuis 1827 à l'archevêque de Paris. Le séminaire ferme en 1905 à la suite de la loi de séparation de l'Église et de l'État  et cette partie du château est détruite en 1920 (actuellement immeubles du square Henri Sellier construits en 1954).
- de 1929 à 1971 dans les bâtiments construits  dans les années 1850 par les Dames du Sacré-Cœur à partir du vestige de l'ancien couvent des Bénédictines acheté en 1841 à l'archevêque de Paris qui en était propriétaire depuis 1839. Cet ensemble comprend les actuels lycée-collège Notre-Dame des Missions, Médiathèque de l'architecture et du patrimoine et chapelle de Conflans. Le couvent quitte Conflans pour Bruxelles en 1911 à la suite de l'expulsion des Congrégations. Les bâtiments et le parc attenant qui s'étendait jusqu'à la rue de Bordeaux deviennent propriétés de l'Etat à la suite de la loi de séparation de l'église et de l'Etat de 1905 sont vendus à une Compagnie d'électricité  qui loue les bâtiments à l’archevêché de Paris qui y établit le petit séminaire en 1929.

Le séminaire ferme en 1970 et l'ensemble est revendu en 1971. La partie longeant la rue du Président-Kennedy est achetée par la congrégation Notre-Dame-des Missions pour y établir un lycée et l’autre partie jouxtant la chapelle de Conflans  par l’État (Ministère de la Culture) pour y ouvrir une école d’architecture remplacée en 2008 par la médiathèque de l'architecture et du patrimoine.